# 巴罗达 (古吉拉特邦)
瓦多达拉（羅馬化：Vaḍodarā，古吉拉特語：[ʋəˈɖodəɾɑ] ⓘ），常称巴罗达（英語：Baroda），为印度古吉拉特邦人口第三多的城市，仅次于艾哈迈达巴德和苏拉特，也是该邦四大人口逾百万的城市之一。该市面积148.22平方公里，2011年人口2,065,771人；地处维什瓦米特里河河沿岸，西北与艾哈迈达巴德市相连。巴罗达以古吉拉特邦文化中心而著称，也是巴罗达县的行政驻地。